# Número de Kaprekar
Em matemática, um número de Kaprekar numa determinada base é um inteiro não-negativo, tal que a representação do seu quadrado nessa base pode ser dividida em duas partes que somadas permitem obter o número original (ao dividir o número cujas partes você vai adicionar, deixe a parte mais longa à direita). Por exemplo, 297 é um número de Kaprekar para a base 10, porque 297² = 88209, que pode ser dividido em 88 e 209, e 88 + 209 = 297. A segunda parte pode começar pelo algarismo 0, mas tem de ser um número positivo. Por exemplo, 999 é um número de Kaprekar para a base 10, porque 999² = 998001, que se separa em 998 e 001, e 998 + 001 = 999. Mas 100 não é um número de Kaprekar; embora 100² = 10000 e 100 + 00 = 100, a segunda parte não é positiva.
Matematicamente exposto, seja X um inteiro não-negativo. X é um número de Kaprekar para a base b quando existem inteiros não-negativos n, A e B que satisfaçam as três seguintes condições:
0 < B < bn
X² = Abn + B
X = A + B
Os primeiros números de Kaprekar na base 10 são (sequência A006886 na OEIS):
1, 9, 45, 55, 99, 297, 703, 999 , 2223, 2728, 4950, 5050, 7272, 7777, 9999, 17344, 22222, 77778, 82656, 95121, 99999, 142857, 148149, 181819, 187110, 208495, 318682, 329967, 351352, 356643,  390313, 461539, 466830, 499500, 500500, 533170, 538461, 609687, 643357, 648648, 670033, 681318, 791505, 812890, 818181, 851851, 857143, 961038, 994708, 999999.
No sistema de numeração binário todos os números perfeitos pares são números de Kaprekar.